# 安都那村
安都那村（あつなむら）は山梨県北巨摩郡にあった村。現在の北杜市中部、中央自動車道長坂インターチェンジの東方一帯にあたる。

## 地理
- 河川：須玉川

## 歴史
- 1874年（明治7年）12月 - 巨摩郡箕輪村・箕輪新町・村山東割村が合併して安都那村となる。
- 1878年（明治11年）7月22日 - 郡区町村編制法の施行により、安都那村が北巨摩郡の所属となる。
- 1889年（明治22年）7月1日 - 町村制の施行により、安都那村が単独で自治体を形成。
- 1954年（昭和29年）6月1日 - 安都玉村・熱見村・甲村と合併して高根村が発足。同日安都那村廃止。

## 交通

### 道路
- 国道141号